# 纳瓦里诺港
纳瓦里诺港（西班牙語：Puerto Navarino）是智利的一座港口，位于麦哲伦-智利南极大区所辖智利南极省的合恩角自治市。该港口地处納瓦里諾島西部，与阿根廷城市乌斯怀亚隔比格尔海峡相望。
名稱中的「納瓦里諾」來自古希臘的同名港口（現已改稱「皮洛斯」）